# Bambucké máslo

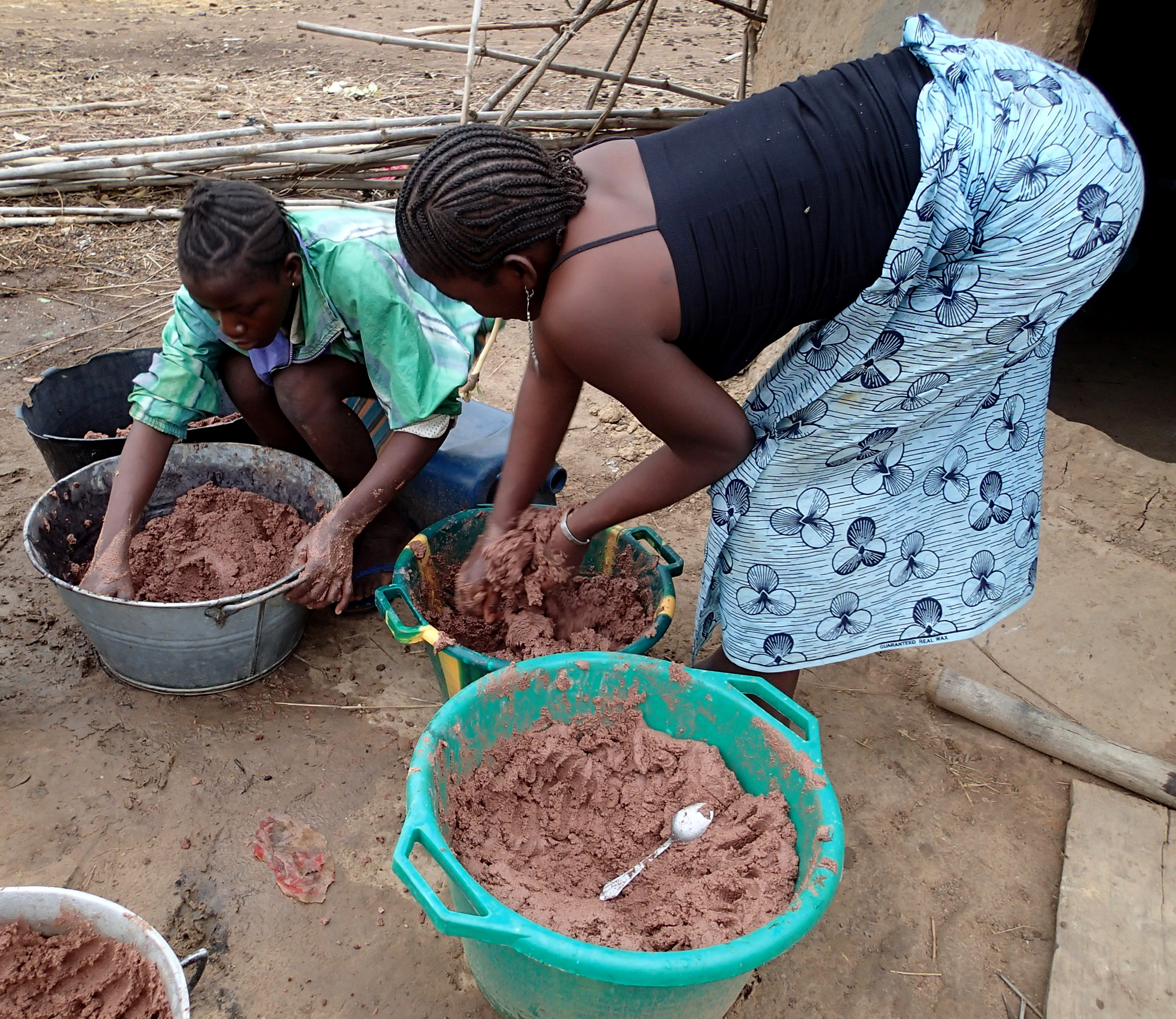
Tradiční příprava bambuckého másla v Mali

Bambucké máslo je tuk extrahovaný ze semen stromu máslovníku afrického (Vitellaria paradoxa, syn. Butyrospermum parkii) z čeledi zapotovitých, který roste převážně v subsaharské Africe v pásu savan.
Stromy, kvetoucí od ledna do března, dosahují výšky 12–20 metrů. Květy jsou seskupeny do okolíku, plody jsou bobule se vzhledem velkých švestek. Průměrný výnos z jednoho stromu je 15–20 kg čerstvého ovoce, přičemž optimální výnosy mohou vzrůst až na 45 kg. Z každého kilogramu ovoce se získá přibližně 400 gramů suchých semen, která obsahují 45 % – 55 % tuku. Extraktem je krém s přírodními vitamíny, který obsahuje řadu látek[ujasnit] s biologickou aktivitou.[ujasnit] Ty poskytují bambuckému máslu vysoký hydratační účinek. Krém je vhodný[zdroj?] pro péči o pleť a pomáhá léčit[zdroj?] kožní onemocnění včetně skvrn, svědění, spálenin od slunce či kožních ran.
Bambucké máslo je také známé pro svůj nejvyšší obsah nezmýdelnitelných látek ze všech rostlinných tuků.

## Původ – "Shea belt"
Dva poddruhy stromu Máslovníku afrického (Vitellaria Paradoxa a Vitellaria Nilotica) rostou převážně v subsaharské Africe. Takzvaný "Shea belt" zahrnuje 7 zemí: Mali, Pobřeží slonoviny, Burkina Faso, Ghana, Togo, Benin a Nigérie.

## Tradice
Sběr ořechů a výroba bambuckého másla zaměstnává ženy v rurálních oblastech Afriky. Podle tradice smějí ženy sbírat jen ořechy, které spadly na zem. Samotné zpracování probíhá bez moderních technologií. Místní ženy ořechy vaří ve vodě a následně suší na sluníčku. Po sušení skořápka povolí a je možné ořech rozbít.
Dlouhý proces výroby začíná pražením, mletím a proplachováním vodou. Fyzicky náročná práce končí až ve chvíli, kdy se nakonec získá samotný tuk. Po vychladnutí zbude na dně hliněných nádob krémově zbarvené máslo bílé až žluté barvy.